# Guillem I de Bures
Guillem I de Bures (mort en 1142), originari de Bures-sud-Yvette a l'Illa de França, fou príncep de Galilea i regent del Regne de Jerusalem. va arribar al Regne de Jerusalem, al costat del seu germà Godofreu, abans de 1115.
Tots dos eren vassalls de Joscelí de Courtenay. El 1119 van participar en una incursió en terra musulmana a l'altre costat del Riu Jordà, durant el qual Godofredo va morir. Quan Joscelí va rebre el comtat de Edesa, va deixar el Principat de Galilea a Guillem.
Amb la mort d'Eustaqui de Grenier el 1123 i la captivitat de Balduí II de Jerusalem, va esdevenir Conestable i Regent del Regne de Jerusalem. El 1128, va ser enviat a França, al costat d'Hug de Payens, per triar un marit a Melisenda de Jerusalem, filla i hereva de Balduí.
Va morir el 1142. No va tenir fills, i el seu nebot Elinard de Bures, probablement fill del seu germà Godofreu, el va succeir.